# Erin Moriarty
 (juillet 2025).
Si vous disposez d'ouvrages ou d'articles de référence ou si vous connaissez des sites web de qualité traitant du thème abordé ici, merci de compléter l'article en donnant les références utiles à sa vérifiabilité et en les liant à la section « Notes et références ».
Pour les articles homonymes, voir Moriarty.
Erin Moriarty, née le 24 juin 1994 à New York, est une actrice américaine.

## Biographie
Erin Elair Moriarty est née et a grandi à New York aux États-Unis.

## Carrière
Elle fait ses premiers pas à la télévision en 2010 lors d'un épisode d'On ne vit qu'une fois. On la retrouve l'année suivante en tant qu'invitée dans New York, unité spéciale
Elle commence sa carrière au cinéma en 2012 aux côtés de Ben Stiller, Vince Vaughn et Jonah Hill dans Voisins du troisième type et obtient un rôle plus important dans la série Red Widow en 2013.
En 2014, elle joue dans la première saison de True Detective, puis l'année suivante dans Jessica Jones.
En 2016, elle joue dans Captain Fantastic et dans le Blood Father du français Jean-François Richet avec Mel Gibson.
En 2018, elle est à l'affiche de quatre films : L'Extraordinaire Voyage du fakir, The Miracle Season, Driven et Monster Party.
Depuis 2019, elle est présente dans la série de Prime Video The Boys, où elle retrouve Jack Quaid avec qui elle avait tourné l'année précédente dans le court-métrage CCR - Have You Ever Seen the Rain.

## Filmographie

### Cinéma

#### Longs métrages
- 2012 : Voisins du troisième type (The Watch) d'Akiva Schaffer : Chelsea
- 2013 : The Kings of Summer de Jordan Vogt-Roberts : Kelly
- 2013 : The Philosophers de John Huddles : Vivian
- 2016 : Blood Father de Jean-François Richet : Lydia Link
- 2016 : Captain Fantastic de Matt Ross : Claire
- 2016 : Within - Dans les murs (Crawlspace) de Phil Claydon : Hannah Alexander
- 2018 :  L’extraordinaire voyage du fakir (The Extraordinary Journey of the Fakir) de Ken Scott : Marie Rivière
- 2018 : The Miracle Season de Sean McNamara : Kelley Fliehler
- 2018 : Driven de Nick Hamm : Katie Connors
- 2018 : Monster Party de Chris von Hoffmann : Alexis Dawson
- 2019 : Berserk de Rhys Wakefield : L'agent d'Evan (voix)

#### Courts métrages
- 2016 : Sextant de Bonnie Wright
- 2018 : CCR - Have You Ever Seen the Rain de Laurence Jacobs : Alice
- 2019 : Famous Adjacent de Lee Cipolla : Erin

### Télévision

#### Séries télévisées
- 2010 : On ne vit qu'une fois (One Life to Live) : Whitney Bennett
- 2011 : New York, unité spéciale (saison 12, épisode 15)  : Dru
- 2013 : Red Widow : Natalie Walraven
- 2014 : True Detective : Audrey Hart
- 2015 : Jessica Jones : Hope Shlottman
- 2017 : Pilow Talk : Autumn
- depuis 2019 : The Boys : Annie January / Starlight

#### Téléfilms
- 2017 : Controversy de Glenn Ficarra et John Requa : Cassie Sullivan

## Distinctions

### Nominations
- 2016 : CinEuphoria Awards (es) de la meilleure distribution dans une comédie dramatique pour Captain Fantastic partagée avec Annalise Basso, Shree Crooks, Ann Dowd, Kathryn Hahn, Nicholas Hamilton, Samantha Isler, Frank Langella, George MacKay, Viggo Mortensen, Missi Pyle, Charlie Shotwell, Elijah Stevenson, Teddy Van Ee et Steve Zahn.
- Screen Actors Guild Awards 2017 : Meilleure distribution dans une comédie dramatique pour Captain Fantastic
- 2019 : IGN Summer Movie Awards de la meilleure distribution dans une série télévisée dramatique pour The Boys partagé avec Karl Urban, Antony Starr, Jack Quaid, Dominique McElligott, Jessie T. Usher, Laz Alonso, Chace Crawford, Tomer Capone, Karen Fukuhara, Nathan Mitchell et Elisabeth Shue
- 2020 : IGN Summer Movie Awards de la meilleure distribution dans une série télévisée dramatique pour The Boys
- 2021 : MTV Movie + TV Awards du meilleur COMBAT dans une série télévisée dramatique pour The Boys partagée avec Dominique McElligott, Karen Fukuhara et Aya Cash
- Saturn Awards 2021 : Meilleur(e) jeune acteur ou actrice dans une série télévisée dramatique pour The Boys
- Saturn Awards 2022 : Meilleure actrice de série en streaming dans une série télévisée dramatique pour The Boys
- 2023 : Critics' Choice Super Awards de la meilleure actrice dans une série télévisée dramatique pour The Boys

## Fiction audio
- 2020-2021 : From Now : infirmière Helen (6 episodes)